# Себальд Юстінус Брюгманс
Себальд Юстінус Брюгманс (нід. Sebald Justinus Brugmans 1763–1819) — нідерландський ботанік і лікар. Ректор Лейденського університету у 1811–1813 роках, директор Лейденського ботанічного саду у 1785–1819 роках.

## Біографія
Себальд Юстінус Брюгманс народився 24 березня 1763 року у міста Франекер (сучасна провінція Фрисландія). Його батько — натураліст Антоніус Брюгманс (1732–1789), який викладав філософію спочатку в університеті Франекера, а пізніше — у Гронінгенському університеті. Початкову освіту Себальд Брюгманс здобув у гімназії, де вивчав давні мови, а також від свого батька, який навчав сина математиці і фізиці. Спочатку Себальд прагнув стати архітектором, але пізніше захопився природознавством, зокрема, ботанікою.
У віці 15 років Себальд Брюгманс поступив до Гронінгенського університету, де вивчав філософію, математику і фізику. Через три роки, 3 липня 1781 року, він отримав ступені доктора філософії (лат. Philosophiae doctor) та магістра вільних мистецтв (лат. Artium liberalium magister). 15 червня 1785 року Брюгманс також отримав ступінь доктора медицини. Того ж року, Діжонська академія присудила йому золоту медаль у проведеному нею ботанічному конкурсі, а наступного року Брюгманс переміг в аналогічному конкурсі, проведеному академією Бордо. Ще одну нагороду Брюгманс отримав 1785 року від Берлінської академії — за наукову працю про дикі види вівса.
1 листопада 1785 року Брюгманс обійняв посаду професора кафедри філософії та фізики в університеті Франекера, де викладав фізику, астрономію, математику та метафізику. Однак, вже через рік він переїжджає до Лейдена, де займає посаду професора ботаніки в Лейденському університеті, замінивши на цій позиції Давіда ван Роєна. Одночасно він очолює Лейденський ботанічний сад, де тісно співпрацює з його куратором Ніколасом Мербюргом. 1787 року Брюгманс обіймає також і посаду професора кафедри природничої історії, замість померлого професора Й. Алламанда. 1791 року він додатково очолює кафедру медицини, з якої 1795 року виділяється кафедра хімії. Першим її професором став ван Волтерен (Van Volteren), а 1800 року цю посаду обійняв Брюгманс, який таким чином став професором вже у чотирьох дисциплінах: ботаніці, хімії, медицині та природничій історії.
Із початком війн із революційною Францією Брюгманс, разом із викладачами і студентами Лейденського університету, ініціює розгортання військових шпиталів поблизу Лейдена, для англійських і прусських військ, що базувалися в Нідерландах. Це саме він зробить і 1799 року для англійської та російської армій, розташованих на північ від сучасного міста Еймейден, та 1809 року при бомбардуванні Фліссінгена британським флотом.
У 1795 році Брюгманс очолив військову медичну службу у новоствореній Батавській республіці. Йому навіть пропонували посаду міністра оборони, але він відмовився. Протягом окупації Нідерландів Францією, Брюгманс, якого дуже шанував французький намісник Луї-Наполеон, брат Наполеона Бонапарта, заснував у Лейдені школу військових медиків, а пізніше навіть був призначений Генеральним інспектором Французької імперської медичної служби.
2 листопада 1797 року Себальд Брюгманс одружився з Катаріною Марією ван Дам.
1811 року Брюгманса призначили ректором Лейденського університету. На цій посаді він зробив усе можливе для зміцнення позицій університету, адже того ж року декрет Наполеона Бонапарта припинив діяльність університетів у Франекері та Хардервейку. Брюгманс особисто їздив до Парижу, де намагався дізнатися про плани французької влади щодо Лейденського університету. Імовірно, в результаті цих перемовин університет в Лейдені не тільки не зачинився, але й отримав щорічний грант у 100 тис. франків. Брюгманс перебував на посаді ректора до грудня 1813 року, коли наполеонівські війська залишили Нідерланди і в країні відновилася влада Оранського дому.
Після звільнення Нідерландів від французів, Брюгманс деякий час був персоною нон ґрата за його співробітництво із окупаційною владою. Після втручання свого брата, Пібо Антоніуса Брюгманса, який написав емоційного листа королю Віллему I, Себальда Брюгманса реабілітували. Король призначив його генеральним медичним інспектором армії, а пізніше — і флоту. На цій посаді, окрім нагляду за військовою медичною службою, Брюгманс також завідував військовою ветеринарією, санітарними умовами у тюрмах та службою карантину.
Себальд Брюгманс помер у ніч з 22 на 23 липня 1819 року, у віці 56 років. Похований у церкві святого Петра.

## Наукова діяльність

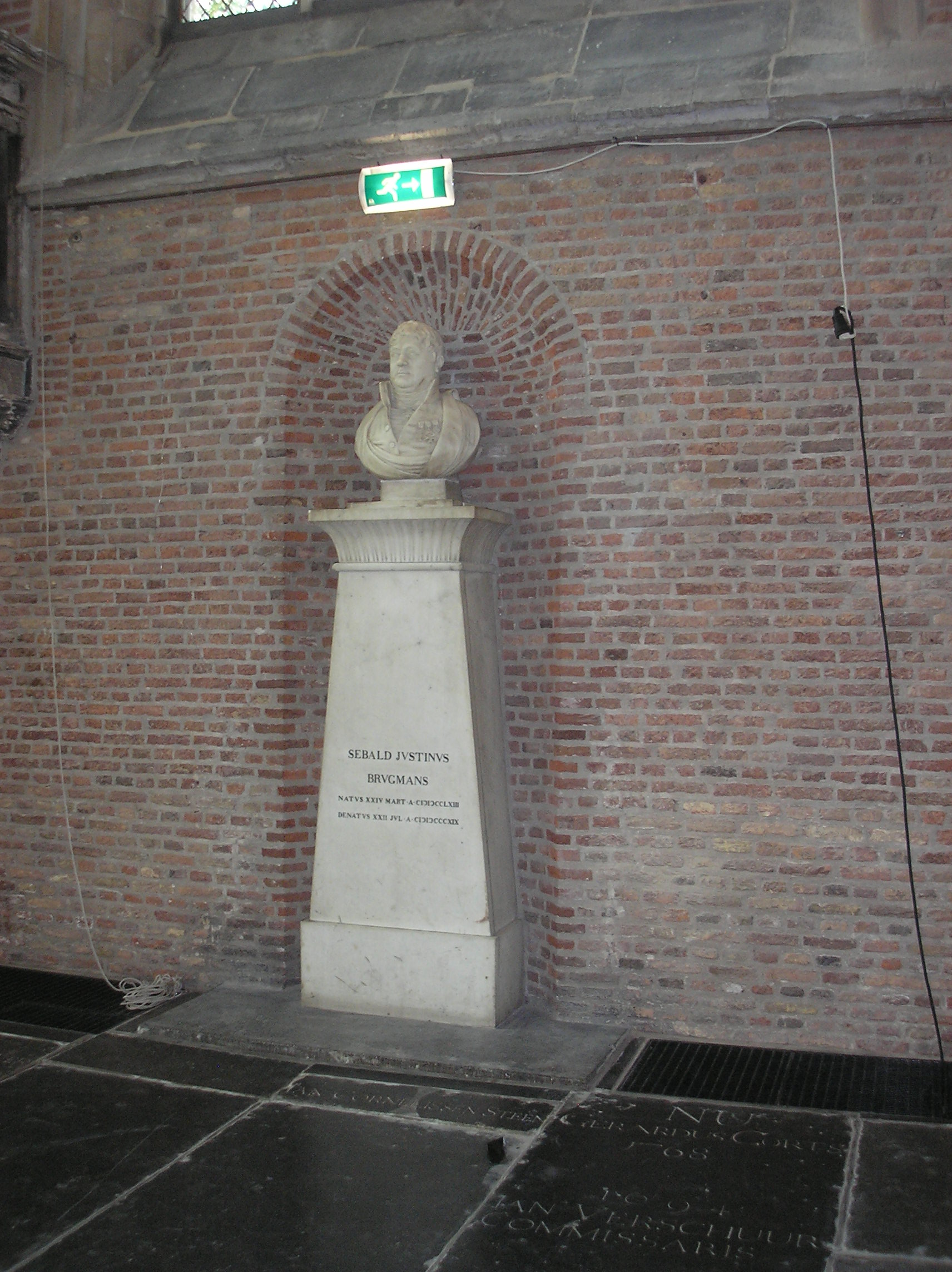
Бюст на могилі Себальда Брюгманса

Як військовий медик Себальд Брюгманс присвятив себе покращенню та вдосконаленню роботи військової медичної служби. Бувши переконаним у інфекційній природі гангрени, він наголошував на важливість чистоти і гігієни, і боровся проти антисанітарних умов військово-польових шпиталів, результатом цієї боротьби стало значне зниження епідемій та гангрени. Після битви при Ватерлоо 18 червня 1815 року, лише вірні та швидкі дії Брюгманса врятували Брюссель від спалаху епідемій, адже в місті перебувало близько 27 000 поранених військовиків. Під керівництвом Брюгманса були швидко проведені необхідні хірургічні операції, легко поранених вивезли до передмість, важно поранених залишили у Брюсселі, але перевезли до світлих і провітрюваних приміщень, а також вчасно і акуратно поховали сотні трупів померлих від ран.
Перебуваючи на посаді директора Лейденського ботанічного саду, Себальд Брюгманс збільшив його територію у чотири рази, перепланував ландшафт саду в англійському стилі, у 1811 році, після закриття Хардервейкського університету, домігся перенесення колекції місцевого ботанічного саду до Лейдена. У 1819 році Брюгманс випустив каталог рослин саду «Elenchus Plantarum quae, in Horto Lugduno-Batava coluntur».
Себальд Брюгманс був членом 23 наукових товариств, президентом Лейденської академії мистецтв, персональним лікарем Людовіка-Бонапарта. 4 травня Брюгманс став членом новоствореного Королівського інституту наук, літератури та образотворчих мистецтв (нід. Koninklijk Instituut van Wetenschappen, Letterkunde en Schoone Kunsten).
Був одним із авторів «Pharmacopoea Batava» — першого довідника для фармацевтів нідерландською мовою. Також був відомим колекціонером різних анатомічних експонатів, таких, як людські серця, черепи вояків із різними видами поранень, кістки, скелети тварин, анатомічні аномалії тощо. Колекція Брюгманса зберігається у лейденському музеї Бургаве.

## Вшанування пам'яті
У Лейдені, в церкві святого Петра, де похований Брюгманс, через шість років після його смерті, його брат встановив бюст на честь вченого (скульптор — Пол Жозеф Габріель, автор проекту — Давід П'єр де Супервіль).
На честь Себальда Брюгманса названо вид рослин Brugmansia.